# Mikael Håkanson
Lars Gunnar Mikael Håkanson, född 31 maj 1974, är en svensk före detta professionell ishockeyspelare som är huvudtränare för Linköping HC. Efter att ha spelat för Nacka HK i Division 1 under två säsonger, värvades Håkanson till Djurgårdens IF i Elitserien inför säsongen 1992/93. Undantaget två säsonger med Modo Hockey, spelade Håkanson för Djurgården fram till och med säsongen 1999/00. Under denna tid hade han spelat två SM-finaler med Djurgården och vann SM-guld 1999/00.
Håkanson draftades av Toronto Maple Leafs i den sjätte rundan som 125:e spelare totalt vid NHL-draften 1992. Inför säsongen 2000/01 lämnade han Sverige för spel med Maple Leafs i NHL men lyckades inte ta en plats i laget, varför han tillbringade hela säsongen med klubbens farmarlag St. John's Maple Leafs i AHL. Han återvände därefter till Djurgårdens IF, med vilka han spelade en säsong, innan han lämnade klubben för spel med Linköping HC. Han tillbringade resten av sin spelarkarriär med Linköping och tog under två säsonger i följd SM-silver med klubben.
2012 avslutade han sin spelarkarriär och var mellan 2015 och 2021 assisterande tränare i Djurgårdens IF. Han var därefter assisterande tränare för SC Bern i NL under fyra säsonger. Sedan mars 2025 är han huvudtränare för Linköping HC.
Håkanson gjorde A-landslagsdebut i december 1998 och spelade en VM-turnering för Sverige. Som junior spelade han två JVM-turneringar där han tog silver båda gångerna.

## Karriär

### Klubblag

#### 1990–2002: Djurgårdens IF och Modo Hockey
Håkanson påbörjade sin ishockeykarriär i moderklubben Djurgårdens IF. Vid 16 års ålder spelade han i Division 1 för Nacka HK, vilka han tillbringade två säsonger med. Inför säsongen 1992/93 återvände Håkanson till Djurgården och gjorde debut i Elitserien under hösten 1992. Dessförinnan hade han draftats av Toronto Maple Leafs under sommaren 1992 i den sjätte rundan som 125:e spelare totalt. Under sin första säsong i Elitserien noterades Håkanson för en assistpoäng på 43 matcher (inklusive slutspel). Håkanson spelade sedan ytterligare en säsong för Djurgården, innan han lämnade klubben för seriekonkurrenten Modo Hockey inför säsongen 1994/95. Håkanson tillbringade två säsonger med Modo och noterades för 24 poäng (13 mål, 11 assist) på totalt 85 matcher.
Inför säsongen 1996/97 återvände Håkanson till Djurgården och gjorde sin dittills poängmässigt bästa säsong, både i klubben och i Elitserien. På 48 matcher noterades han för 20 poäng (åtta mål, tolv assist). Säsongen därpå tog sig Djurgården till SM-final, sedan man slagit ut HV71 (3–2) och Modo Hockey (3–2) i kvarts-, respektive semifinal. I finalserien ledde Djurgården med 2–1 i matcher mot Färjestad BK, men föll i två raka matcher. Den sista matchen avgjordes efter förlängningsspel. Under sin femte säsong i Djurgården gjorde förbättrade Håkanson sitt poängrekord i grundserien ytterligare: på 50 matcher stod han för 25 poäng (13 mål, 12 assist). I SM-slutspelet slogs laget ut av Brynäs IF i kvartsfinal med 3–1 i matcher. Säsongen 1999/00 vann Djurgården grundserien. På 48 grundseriematcher stod Håkanson för 34 poäng, via 17 mål och 17 assist. I det efterföljande SM-slutspelet slog laget ut Färjestad med 4–3 i kvartsfinal, och därefter Luleå HF med 3–0 i semifinal. I finalserien mot Modo Hockey vann Djurgården samtliga matcher och Håkanson tilldelades därför ett SM-guld. Under slutspelet var Håkanson Djurgårdens tredje bästa spelare, poängmässigt, då han stod för elva poäng på 15 matcher (tre mål, åtta assist).
Inför säsongen 2000/01 fick Håkanson ett NHL-kontrakt med Toronto Maple Leafs. Han fick dock aldrig chansen att spela i NHL då han fick tillbringa hela säsongen med klubbens farmarlag St. John's Maple Leafs i AHL. Under försäsongen, den 20 september 2000, blev han nedskickad till St. John's. I AHL noterades Håkanson för 50 poäng på 64 matcher och vann, tillsammans med Jeff Farkas, lagets interna assistliga med 40 assister. I Calder Cup-slutspelet slogs laget ut omgående av Quebec Citadelles med 3–1 i matcher. På dessa fyra matcher gick Håkanson poänglös. Efter en säsong i Nordamerika meddelades det i augusti 2001 att Håkanson återvänt till Sverige för spel med Djurgårdens IF. Den efterföljande säsongen blev Håkansons poängmässigt bästa i Elitserien då han noterades för 37 poäng (13 mål, 24 assist). I SM-slutspelet skadade han sig i den andra matchen i kvartsfinalserien mot Frölunda HC och missade resten av slutspelet.

#### 2002–2012: Linköping HC
I slutet av april 2002 meddelades det att Håkanson lämnat Djurgården då han skrivit ett tvåårsavtal med seriekonkurrenten Linköping HC. Från mitten av oktober 2002 till mitten av november samma år var Håkanson borta från spel på grund av ryggproblem och missade därför nio grundseriematcher. Totalt spelade 39 grundseriematcher och noterades för tre mål och nio assistpoäng. Linköping slutade sist i grundserietabellen och tvingades till kvalspel för att hålla sig kvar i serien. Laget vann sedan Kvalserien till Elitserien i ishockey 2003, där Håkanson på tio matcher stod för sex poäng (två mål, fyra assist). Under sin andra säsong i klubben förlängde han, den 4 december 2003, sitt avtal med Linköping med ytterligare tre år. Under en match mot HV71 den 28 december samma år fick Håkanson en puck på käken, vilket sedan höll honom borta från spel i över en månads tid. Totalt missade han elva grundseriematcher innan han var tillbaka i spel. Totalt stod han för 18 poäng på 35 grundseriematcher (sex mål, tolv assist). Linköping gjorde sin bästa säsong någonsin och blev fyra i grundserien och var därmed klara för sitt första SM-slutspel. Laget slogs ut av Timrå IK i kvartsfinalserien med 4–1 i matcher. Håkanson stod för två mål på fem matcher.
Den 28 november 2006 förlängde Håkanson sitt kontrakt med Linköping med ytterligare två säsonger. I SM-slutspelet under samma säsong slog laget ut Luleå HF och Färjestad BK i kvarts-, respektive semifinal. Linköping var därmed klara för sin första SM-final någonsin. Laget ledde med 2–1 i matchserien mot Modo, men förlorade sedan tre matcher i följd och Håkanson tilldelades således sitt andra SM-silver. På 15 slutspelsmatcher stod han för sju poäng (två mål, fem assist). Säsongen därpå spelade han 44 grundseriematcher och noterades för 32 poäng, varav 11 mål. För andra året i följd tog sig Linköping till final i SM-slutspelet efter att ha slagit ut Djurgårdens IF och Färjestad BK (båda med 4–1 i matcher) i kvarts-, respektive semifinal. Även denna gång förlorade laget SM-finalen, denna gång mot HV71 med 4–2 i matcher.
Säsongerna 2008/09 och 2009/10 gjorde han 35 poäng i grundserien vilket är hans bästa säsongsfacit i Elitserien. Mellan dessa säsonger, den 27 mars 2009, förlängde Håkanson sitt kontrakt med Linköping med ytterligare tre år. Den 3 oktober 2009 gjorde han sitt första hat trick i Elitserien, på Jürgen Penker, i en 4–2-seger mot Rögle BK. Säsongen 2010/11 missade Håkanson nästan två månader av grundserien då han i en match mot Skellefteå AIK ådrog sig en armbågsskada. Säsongen därpå kom att bli Håkansons nittonde och sista säsong i Elitserien. När han 21 september 2011 spelade sin 912:e match passerade han Roger Åkerström (911 matcher) och blev den spelare som spelat flest matcher i Elitserien – ett rekord som stod sig tills David Petrasek passerade honom i september 2013.
Linköping meddelade den 14 mars 2012 att man inte valt att förlänga avtalet med Håkanson. Senare samma år, efter läkares inrådan, meddelade Håkanson den 21 augusti att han sannolikt avslutat sin spelarkarriär.

### Landslag
Håkanson blev uttagen att spela JEM i Norge 1992. Sverige förlorade endast mot Tjeckoslovakien och tog silver i turneringen. På sex matcher stod Håkanson för en assistpoäng.
Håkanson spelade därefter två JVM: i Sverige 1993 och Tjeckien 1994. På hemmaplan 1993 slutade Sverige på lika många poäng som Kanada, men då Kanada besegrat Sverige i en match tilldelades Sverige ett silver. Håkanson spelade sju matcher och stod för en assist. I Tjeckien 1994 ledde Sverige tabellen inför den sista och avgörande matchen mot Kanada. Man föll dock åter, och tilldelades därför ytterligare ett silver. Denna gång stod Håkanson för två mål på sju matcher.
Den 17 december 1998 gjorde Håkanson A-landslagsdebut i Tre Kronor i en match mot Ryssland under  Baltica Cup. Han blev uttagen att spela sin första och enda VM-turnering 2000 i Ryssland. I Sveriges andra match, den 2 maj 2000, gjorde han sitt första A-landslagsmål, på Igor Karpenko, i en 7–2-seger mot Ukraina. Efter att ha tagit sig förbi de båda gruppspelsrundorna slogs Sverige ut i kvartsfinal mot Finland med 2–1. På sju spelade matcher noterades Håkanson för ett mål.

## Statistik

### Klubblag
| 1990–91           | Nacka HK               | Division I        | 27  | 2   | 5   | 7   | 6   | —   | —  | —  | —  | —   |
| 1991–92           | Nacka HK               | Division I        | 29  | 3   | 15  | 18  | 24  | —   | —  | —  | —  | —   |
| 1992–93           | Djurgårdens IF         | Elitserien        | 40  | 0   | 1   | 1   | 6   | 3   | 0  | 0  | 0  | 0   |
| 1993–94           | Djurgårdens IF         | Elitserien        | 37  | 3   | 3   | 6   | 12  | 4   | 0  | 0  | 0  | 0   |
| 1994–95           | Modo Hockey            | Elitserien        | 37  | 3   | 7   | 10  | 16  | —   | —  | —  | —  | —   |
| 1995–96           | Modo Hockey            | Elitserien        | 40  | 8   | 4   | 12  | 18  | 8   | 2  | 0  | 2  | 0   |
| 1996–97           | Djurgårdens IF         | Elitserien        | 48  | 8   | 12  | 20  | 12  | 4   | 0  | 0  | 0  | 0   |
| 1997–98           | Djurgårdens IF         | Elitserien        | 43  | 9   | 2   | 11  | 8   | 15  | 3  | 0  | 3  | 14  |
| 1998–99           | Djurgårdens IF         | Elitserien        | 50  | 13  | 12  | 25  | 14  | 4   | 1  | 0  | 1  | 0   |
| 1999–00           | Djurgårdens IF         | Elitserien        | 48  | 17  | 17  | 34  | 26  | 13  | 3  | 8  | 11 | 12  |
| 2000–01           | St. John's Maple Leafs | AHL               | 64  | 10  | 40  | 50  | 46  | —   | —  | —  | —  | —   |
| 2001–02           | Djurgårdens IF         | Elitserien        | 49  | 13  | 24  | 37  | 86  | 2   | 0  | 0  | 0  | 4   |
| 2002–03           | Linköping HC           | Elitserien        | 39  | 3   | 9   | 12  | 28  | 10  | 2  | 4  | 6  | 10  |
| 2003–04           | Linköping HC           | Elitserien        | 35  | 6   | 12  | 18  | 24  | 5   | 2  | 0  | 2  | 16  |
| 2004–05           | Linköping HC           | Elitserien        | 46  | 8   | 6   | 14  | 24  | 6   | 1  | 0  | 1  | 10  |
| 2005–06           | Linköping HC           | Elitserien        | 40  | 9   | 12  | 21  | 46  | 12  | 5  | 4  | 9  | 16  |
| 2006–07           | Linköping HC           | Elitserien        | 53  | 12  | 18  | 30  | 72  | 15  | 2  | 5  | 7  | 24  |
| 2007–08           | Linköping HC           | Elitserien        | 44  | 11  | 21  | 32  | 40  | 16  | 5  | 5  | 10 | 10  |
| 2008–09           | Linköping HC           | Elitserien        | 53  | 10  | 25  | 35  | 26  | 6   | 0  | 2  | 2  | 4   |
| 2009–10           | Linköping HC           | Elitserien        | 39  | 15  | 20  | 35  | 16  | 12  | 2  | 5  | 7  | 27  |
| 2010–11           | Linköping HC           | Elitserien        | 36  | 7   | 6   | 13  | 14  | 7   | 1  | 1  | 2  | 0   |
| 2011–12           | Linköping HC           | Elitserien        | 31  | 3   | 5   | 8   | 6   | —   | —  | —  | —  | —   |
| Elitserien totalt | Elitserien totalt      | Elitserien totalt | 808 | 158 | 216 | 374 | 494 | 132 | 27 | 30 | 57 | 137 |
| AHL totalt        | AHL totalt             | AHL totalt        | 64  | 10  | 40  | 50  | 46  | —   | —  | —  | —  | —   |
| Division 1 totalt | Division 1 totalt      | Division 1 totalt | 56  | 5   | 20  | 25  | 30  | —   | —  | —  | —  | —   |

### Internationellt
| År            | Lag           | Turnering     | Matcher | Mål | Assists | Poäng | Utv. |
| ------------- | ------------- | ------------- | ------- | --- | ------- | ----- | ---- |
| 1992          | Sverige       | JEM           | 6       | 0   | 1       | 1     | 10   |
| 1993          | Sverige       | JVM           | 7       | 0   | 1       | 1     | 4    |
| 1994          | Sverige       | JVM           | 7       | 2   | 0       | 2     | 6    |
| 2000          | Sverige       | VM            | 7       | 1   | 0       | 1     | 0    |
| Junior totalt | Junior totalt | Junior totalt | 20      | 2   | 2       | 4     | 20   |
| Senior totalt | Senior totalt | Senior totalt | 7       | 1   | 0       | 1     | 0    |